# 1223
Portal Geschichte | Portal Biografien | Aktuelle Ereignisse | Jahreskalender | Tagesartikel

◄ |
12. Jahrhundert |
13. Jahrhundert
| 14. Jahrhundert | ►

◄ |
1190er |
1200er |
1210er |
1220er
| 1230er | 1240er | 1250er | ►

◄◄ |
◄ |
1219 |
1220 |
1221 |
1222 |
1223
| 1224 | 1225 | 1226 | 1227 | ► | ►►
Staatsoberhäupter  · Nekrolog
| Januar | Januar | Januar | Januar | Januar | Januar | Januar | Januar |
| Kw     | Mo     | Di     | Mi     | Do     | Fr     | Sa     | So     |
| ------ | ------ | ------ | ------ | ------ | ------ | ------ | ------ |
| 52     |        |        |        |        |        |        | 1      |
| 1      | 2      | 3      | 4      | 5      | 6      | 7      | 8      |
| 2      | 9      | 10     | 11     | 12     | 13     | 14     | 15     |
| 3      | 16     | 17     | 18     | 19     | 20     | 21     | 22     |
| 4      | 23     | 24     | 25     | 26     | 27     | 28     | 29     |
| 5      | 30     | 31     |        |        |        |        |        |

| Februar | Februar | Februar | Februar | Februar | Februar | Februar | Februar |
| Kw      | Mo      | Di      | Mi      | Do      | Fr      | Sa      | So      |
| ------- | ------- | ------- | ------- | ------- | ------- | ------- | ------- |
| 5       |         |         | 1       | 2       | 3       | 4       | 5       |
| 6       | 6       | 7       | 8       | 9       | 10      | 11      | 12      |
| 7       | 13      | 14      | 15      | 16      | 17      | 18      | 19      |
| 8       | 20      | 21      | 22      | 23      | 24      | 25      | 26      |
| 9       | 27      | 28      |         |         |         |         |         |

| März | März | März | März | März | März | März | März |
| Kw   | Mo   | Di   | Mi   | Do   | Fr   | Sa   | So   |
| ---- | ---- | ---- | ---- | ---- | ---- | ---- | ---- |
| 9    |      |      | 1    | 2    | 3    | 4    | 5    |
| 10   | 6    | 7    | 8    | 9    | 10   | 11   | 12   |
| 11   | 13   | 14   | 15   | 16   | 17   | 18   | 19   |
| 12   | 20   | 21   | 22   | 23   | 24   | 25   | 26   |
| 13   | 27   | 28   | 29   | 30   | 31   |      |      |

| April | April | April | April | April | April | April | April |
| Kw    | Mo    | Di    | Mi    | Do    | Fr    | Sa    | So    |
| ----- | ----- | ----- | ----- | ----- | ----- | ----- | ----- |
| 13    |       |       |       |       |       | 1     | 2     |
| 14    | 3     | 4     | 5     | 6     | 7     | 8     | 9     |
| 15    | 10    | 11    | 12    | 13    | 14    | 15    | 16    |
| 16    | 17    | 18    | 19    | 20    | 21    | 22    | 23    |
| 17    | 24    | 25    | 26    | 27    | 28    | 29    | 30    |

| Mai | Mai | Mai | Mai | Mai | Mai | Mai | Mai |
| Kw  | Mo  | Di  | Mi  | Do  | Fr  | Sa  | So  |
| --- | --- | --- | --- | --- | --- | --- | --- |
| 18  | 1   | 2   | 3   | 4   | 5   | 6   | 7   |
| 19  | 8   | 9   | 10  | 11  | 12  | 13  | 14  |
| 20  | 15  | 16  | 17  | 18  | 19  | 20  | 21  |
| 21  | 22  | 23  | 24  | 25  | 26  | 27  | 28  |
| 22  | 29  | 30  | 31  |     |     |     |     |

| Juni | Juni | Juni | Juni | Juni | Juni | Juni | Juni |
| Kw   | Mo   | Di   | Mi   | Do   | Fr   | Sa   | So   |
| ---- | ---- | ---- | ---- | ---- | ---- | ---- | ---- |
| 22   |      |      |      | 1    | 2    | 3    | 4    |
| 23   | 5    | 6    | 7    | 8    | 9    | 10   | 11   |
| 24   | 12   | 13   | 14   | 15   | 16   | 17   | 18   |
| 25   | 19   | 20   | 21   | 22   | 23   | 24   | 25   |
| 26   | 26   | 27   | 28   | 29   | 30   |      |      |

| Juli | Juli | Juli | Juli | Juli | Juli | Juli | Juli |
| Kw   | Mo   | Di   | Mi   | Do   | Fr   | Sa   | So   |
| ---- | ---- | ---- | ---- | ---- | ---- | ---- | ---- |
| 26   |      |      |      |      |      | 1    | 2    |
| 27   | 3    | 4    | 5    | 6    | 7    | 8    | 9    |
| 28   | 10   | 11   | 12   | 13   | 14   | 15   | 16   |
| 29   | 17   | 18   | 19   | 20   | 21   | 22   | 23   |
| 30   | 24   | 25   | 26   | 27   | 28   | 29   | 30   |
| 31   | 31   |      |      |      |      |      |      |

| August | August | August | August | August | August | August | August |
| Kw     | Mo     | Di     | Mi     | Do     | Fr     | Sa     | So     |
| ------ | ------ | ------ | ------ | ------ | ------ | ------ | ------ |
| 31     |        | 1      | 2      | 3      | 4      | 5      | 6      |
| 32     | 7      | 8      | 9      | 10     | 11     | 12     | 13     |
| 33     | 14     | 15     | 16     | 17     | 18     | 19     | 20     |
| 34     | 21     | 22     | 23     | 24     | 25     | 26     | 27     |
| 35     | 28     | 29     | 30     | 31     |        |        |        |

| September | September | September | September | September | September | September | September |
| Kw        | Mo        | Di        | Mi        | Do        | Fr        | Sa        | So        |
| --------- | --------- | --------- | --------- | --------- | --------- | --------- | --------- |
| 35        |           |           |           |           | 1         | 2         | 3         |
| 36        | 4         | 5         | 6         | 7         | 8         | 9         | 10        |
| 37        | 11        | 12        | 13        | 14        | 15        | 16        | 17        |
| 38        | 18        | 19        | 20        | 21        | 22        | 23        | 24        |
| 39        | 25        | 26        | 27        | 28        | 29        | 30        |           |

| Oktober | Oktober | Oktober | Oktober | Oktober | Oktober | Oktober | Oktober |
| Kw      | Mo      | Di      | Mi      | Do      | Fr      | Sa      | So      |
| ------- | ------- | ------- | ------- | ------- | ------- | ------- | ------- |
| 39      |         |         |         |         |         |         | 1       |
| 40      | 2       | 3       | 4       | 5       | 6       | 7       | 8       |
| 41      | 9       | 10      | 11      | 12      | 13      | 14      | 15      |
| 42      | 16      | 17      | 18      | 19      | 20      | 21      | 22      |
| 43      | 23      | 24      | 25      | 26      | 27      | 28      | 29      |
| 44      | 30      | 31      |         |         |         |         |         |

| November | November | November | November | November | November | November | November |
| Kw       | Mo       | Di       | Mi       | Do       | Fr       | Sa       | So       |
| -------- | -------- | -------- | -------- | -------- | -------- | -------- | -------- |
| 44       |          |          | 1        | 2        | 3        | 4        | 5        |
| 45       | 6        | 7        | 8        | 9        | 10       | 11       | 12       |
| 46       | 13       | 14       | 15       | 16       | 17       | 18       | 19       |
| 47       | 20       | 21       | 22       | 23       | 24       | 25       | 26       |
| 48       | 27       | 28       | 29       | 30       |          |          |          |

| Dezember | Dezember | Dezember | Dezember | Dezember | Dezember | Dezember | Dezember |
| Kw       | Mo       | Di       | Mi       | Do       | Fr       | Sa       | So       |
| -------- | -------- | -------- | -------- | -------- | -------- | -------- | -------- |
| 48       |          |          |          |          | 1        | 2        | 3        |
| 49       | 4        | 5        | 6        | 7        | 8        | 9        | 10       |
| 50       | 11       | 12       | 13       | 14       | 15       | 16       | 17       |
| 51       | 18       | 19       | 20       | 21       | 22       | 23       | 24       |
| 52       | 25       | 26       | 27       | 28       | 29       | 30       | 31       |

| Januar | Januar | Januar | Januar | Januar | Januar | Januar | Januar |
| Kw     | Mo     | Di     | Mi     | Do     | Fr     | Sa     | So     |
| ------ | ------ | ------ | ------ | ------ | ------ | ------ | ------ |
| 52     |        |        |        |        |        |        | 1      |
| 1      | 2      | 3      | 4      | 5      | 6      | 7      | 8      |
| 2      | 9      | 10     | 11     | 12     | 13     | 14     | 15     |
| 3      | 16     | 17     | 18     | 19     | 20     | 21     | 22     |
| 4      | 23     | 24     | 25     | 26     | 27     | 28     | 29     |
| 5      | 30     | 31     |        |        |        |        |        |

| Februar | Februar | Februar | Februar | Februar | Februar | Februar | Februar |
| Kw      | Mo      | Di      | Mi      | Do      | Fr      | Sa      | So      |
| ------- | ------- | ------- | ------- | ------- | ------- | ------- | ------- |
| 5       |         |         | 1       | 2       | 3       | 4       | 5       |
| 6       | 6       | 7       | 8       | 9       | 10      | 11      | 12      |
| 7       | 13      | 14      | 15      | 16      | 17      | 18      | 19      |
| 8       | 20      | 21      | 22      | 23      | 24      | 25      | 26      |
| 9       | 27      | 28      |         |         |         |         |         |

| März | März | März | März | März | März | März | März |
| Kw   | Mo   | Di   | Mi   | Do   | Fr   | Sa   | So   |
| ---- | ---- | ---- | ---- | ---- | ---- | ---- | ---- |
| 9    |      |      | 1    | 2    | 3    | 4    | 5    |
| 10   | 6    | 7    | 8    | 9    | 10   | 11   | 12   |
| 11   | 13   | 14   | 15   | 16   | 17   | 18   | 19   |
| 12   | 20   | 21   | 22   | 23   | 24   | 25   | 26   |
| 13   | 27   | 28   | 29   | 30   | 31   |      |      |

| April | April | April | April | April | April | April | April |
| Kw    | Mo    | Di    | Mi    | Do    | Fr    | Sa    | So    |
| ----- | ----- | ----- | ----- | ----- | ----- | ----- | ----- |
| 13    |       |       |       |       |       | 1     | 2     |
| 14    | 3     | 4     | 5     | 6     | 7     | 8     | 9     |
| 15    | 10    | 11    | 12    | 13    | 14    | 15    | 16    |
| 16    | 17    | 18    | 19    | 20    | 21    | 22    | 23    |
| 17    | 24    | 25    | 26    | 27    | 28    | 29    | 30    |

| Mai | Mai | Mai | Mai | Mai | Mai | Mai | Mai |
| Kw  | Mo  | Di  | Mi  | Do  | Fr  | Sa  | So  |
| --- | --- | --- | --- | --- | --- | --- | --- |
| 18  | 1   | 2   | 3   | 4   | 5   | 6   | 7   |
| 19  | 8   | 9   | 10  | 11  | 12  | 13  | 14  |
| 20  | 15  | 16  | 17  | 18  | 19  | 20  | 21  |
| 21  | 22  | 23  | 24  | 25  | 26  | 27  | 28  |
| 22  | 29  | 30  | 31  |     |     |     |     |

| Juni | Juni | Juni | Juni | Juni | Juni | Juni | Juni |
| Kw   | Mo   | Di   | Mi   | Do   | Fr   | Sa   | So   |
| ---- | ---- | ---- | ---- | ---- | ---- | ---- | ---- |
| 22   |      |      |      | 1    | 2    | 3    | 4    |
| 23   | 5    | 6    | 7    | 8    | 9    | 10   | 11   |
| 24   | 12   | 13   | 14   | 15   | 16   | 17   | 18   |
| 25   | 19   | 20   | 21   | 22   | 23   | 24   | 25   |
| 26   | 26   | 27   | 28   | 29   | 30   |      |      |

| Juli | Juli | Juli | Juli | Juli | Juli | Juli | Juli |
| Kw   | Mo   | Di   | Mi   | Do   | Fr   | Sa   | So   |
| ---- | ---- | ---- | ---- | ---- | ---- | ---- | ---- |
| 26   |      |      |      |      |      | 1    | 2    |
| 27   | 3    | 4    | 5    | 6    | 7    | 8    | 9    |
| 28   | 10   | 11   | 12   | 13   | 14   | 15   | 16   |
| 29   | 17   | 18   | 19   | 20   | 21   | 22   | 23   |
| 30   | 24   | 25   | 26   | 27   | 28   | 29   | 30   |
| 31   | 31   |      |      |      |      |      |      |

| August | August | August | August | August | August | August | August |
| Kw     | Mo     | Di     | Mi     | Do     | Fr     | Sa     | So     |
| ------ | ------ | ------ | ------ | ------ | ------ | ------ | ------ |
| 31     |        | 1      | 2      | 3      | 4      | 5      | 6      |
| 32     | 7      | 8      | 9      | 10     | 11     | 12     | 13     |
| 33     | 14     | 15     | 16     | 17     | 18     | 19     | 20     |
| 34     | 21     | 22     | 23     | 24     | 25     | 26     | 27     |
| 35     | 28     | 29     | 30     | 31     |        |        |        |

| September | September | September | September | September | September | September | September |
| Kw        | Mo        | Di        | Mi        | Do        | Fr        | Sa        | So        |
| --------- | --------- | --------- | --------- | --------- | --------- | --------- | --------- |
| 35        |           |           |           |           | 1         | 2         | 3         |
| 36        | 4         | 5         | 6         | 7         | 8         | 9         | 10        |
| 37        | 11        | 12        | 13        | 14        | 15        | 16        | 17        |
| 38        | 18        | 19        | 20        | 21        | 22        | 23        | 24        |
| 39        | 25        | 26        | 27        | 28        | 29        | 30        |           |

| Oktober | Oktober | Oktober | Oktober | Oktober | Oktober | Oktober | Oktober |
| Kw      | Mo      | Di      | Mi      | Do      | Fr      | Sa      | So      |
| ------- | ------- | ------- | ------- | ------- | ------- | ------- | ------- |
| 39      |         |         |         |         |         |         | 1       |
| 40      | 2       | 3       | 4       | 5       | 6       | 7       | 8       |
| 41      | 9       | 10      | 11      | 12      | 13      | 14      | 15      |
| 42      | 16      | 17      | 18      | 19      | 20      | 21      | 22      |
| 43      | 23      | 24      | 25      | 26      | 27      | 28      | 29      |
| 44      | 30      | 31      |         |         |         |         |         |

| November | November | November | November | November | November | November | November |
| Kw       | Mo       | Di       | Mi       | Do       | Fr       | Sa       | So       |
| -------- | -------- | -------- | -------- | -------- | -------- | -------- | -------- |
| 44       |          |          | 1        | 2        | 3        | 4        | 5        |
| 45       | 6        | 7        | 8        | 9        | 10       | 11       | 12       |
| 46       | 13       | 14       | 15       | 16       | 17       | 18       | 19       |
| 47       | 20       | 21       | 22       | 23       | 24       | 25       | 26       |
| 48       | 27       | 28       | 29       | 30       |          |          |          |

| Dezember | Dezember | Dezember | Dezember | Dezember | Dezember | Dezember | Dezember |
| Kw       | Mo       | Di       | Mi       | Do       | Fr       | Sa       | So       |
| -------- | -------- | -------- | -------- | -------- | -------- | -------- | -------- |
| 48       |          |          |          |          | 1        | 2        | 3        |
| 49       | 4        | 5        | 6        | 7        | 8        | 9        | 10       |
| 50       | 11       | 12       | 13       | 14       | 15       | 16       | 17       |
| 51       | 18       | 19       | 20       | 21       | 22       | 23       | 24       |
| 52       | 25       | 26       | 27       | 28       | 29       | 30       | 31       |

## Ereignisse

### Politik und Weltgeschehen

#### Frankreich

##### Die Thronbesteigung Ludwigs VIII.

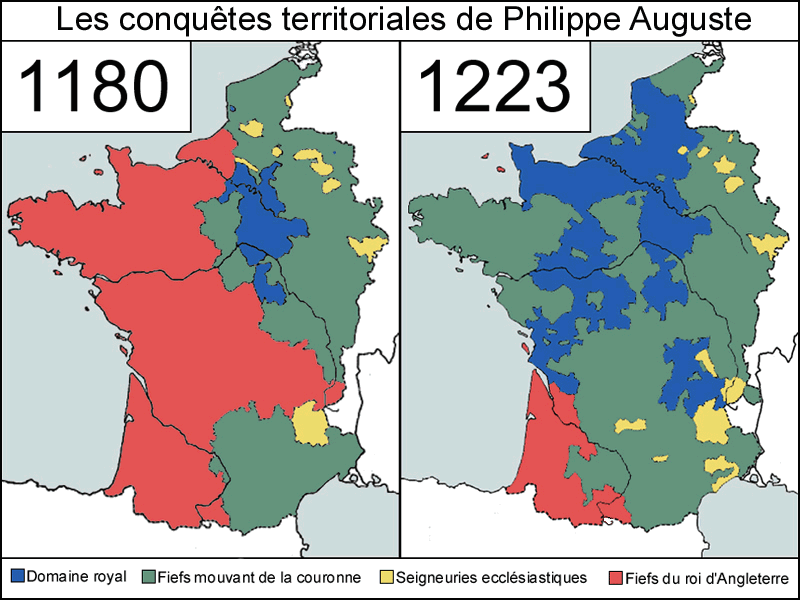
Die französische Krondomäne (blau) vor und nach der Regierung Philipps II., Lehen der Plantagenets in rot, weitere Vasallen in grün, kirchliche Territorien gelb

- 14. Juli: Durch den Tod seines Vaters Philipp II. in Mantes wird als Erstgeborener Ludwig VIII. König von Frankreich. Die französische Erbmonarchie entsteht mit ihm. Zum ersten Mal in der Geschichte der Kapetinger-Dynastie setzt sich einzig das Geburtsrecht durch, da diesem Herrschaftswechsel keine beratende Versammlung vorausgegangen ist. Auch ist Ludwig VIII. der erste Kapetingerkönig, der nicht zu Lebzeiten seines Vaters zum König geweiht worden ist, um sein Nachfolgerecht zu sichern.
- 6. August: Ludwig VIII. und seine Frau Blanka von Kastilien werden in der Kathedrale von Reims von Erzbischof Guillaume de Joinville zu König und Königin von Frankreich gesalbt und gekrönt. Unmittelbar nach seinem Regierungsantritt erneuert Ludwig den französisch-staufischen Pakt zur Isolation Englands mit Kaiser Friedrich II.

##### Okzitanien
- März: Raimund Roger, Graf von Foix, erobert Mirepoix, eine der wichtigsten Städte seiner Grafschaft, von den Kreuzfahrern des Albigenserkreuzzuges zurück. Wenige Tage später stirbt er am 27. März. Sein Sohn Roger Bernard II. wird sein Nachfolger.
- Herbst: Graf Raimund VII. von Toulouse verbündet sich mit dem aus Katalonien zurückgekehrten Raimund II. Trencavel. Gemeinsam machen sie sich an die Rückeroberung der Grafschaft Carcassonne und beginnen die Belagerung der von wenigen Kreuzrittern unter Amaury de Montfort gehaltenen Stadt Carcassonne.
- Dezember: Papst Honorius III. fordert König Ludwig VIII. zu einem neuerlichen Kreuzzug gegen die Katharer im Languedoc auf.

#### Englisch-Walisischer Krieg

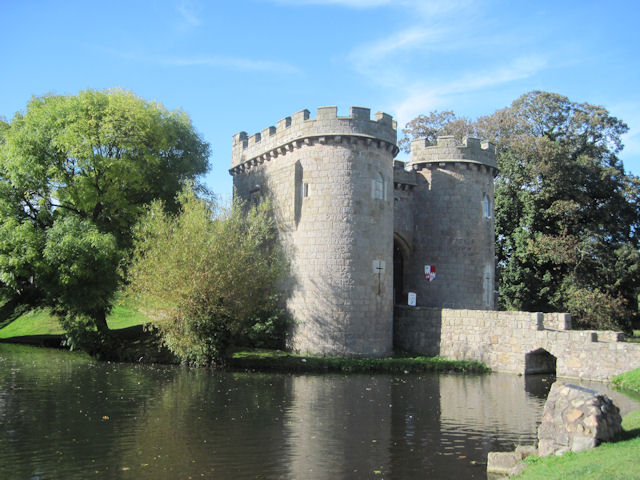
Whittington Castle

- März: Llywelyn ab Iorwerth, Fürst von Gwynedd und mächtigster Fürst in Wales, überschreitet die Grenze zu Shropshire und erobert die Burgen von Kinnerley und Whittington. Deren Eigentümer William Marshal, 2. Earl of Pembroke, lanciert daraufhin einen Gegenangriff.
- 24. April: William Marshal erobert Cardigan Castle. Wenige Tage später erobert er auch Carmarthen Castle von Llywellyns Verbündetem Maelgwn ap Rhys.

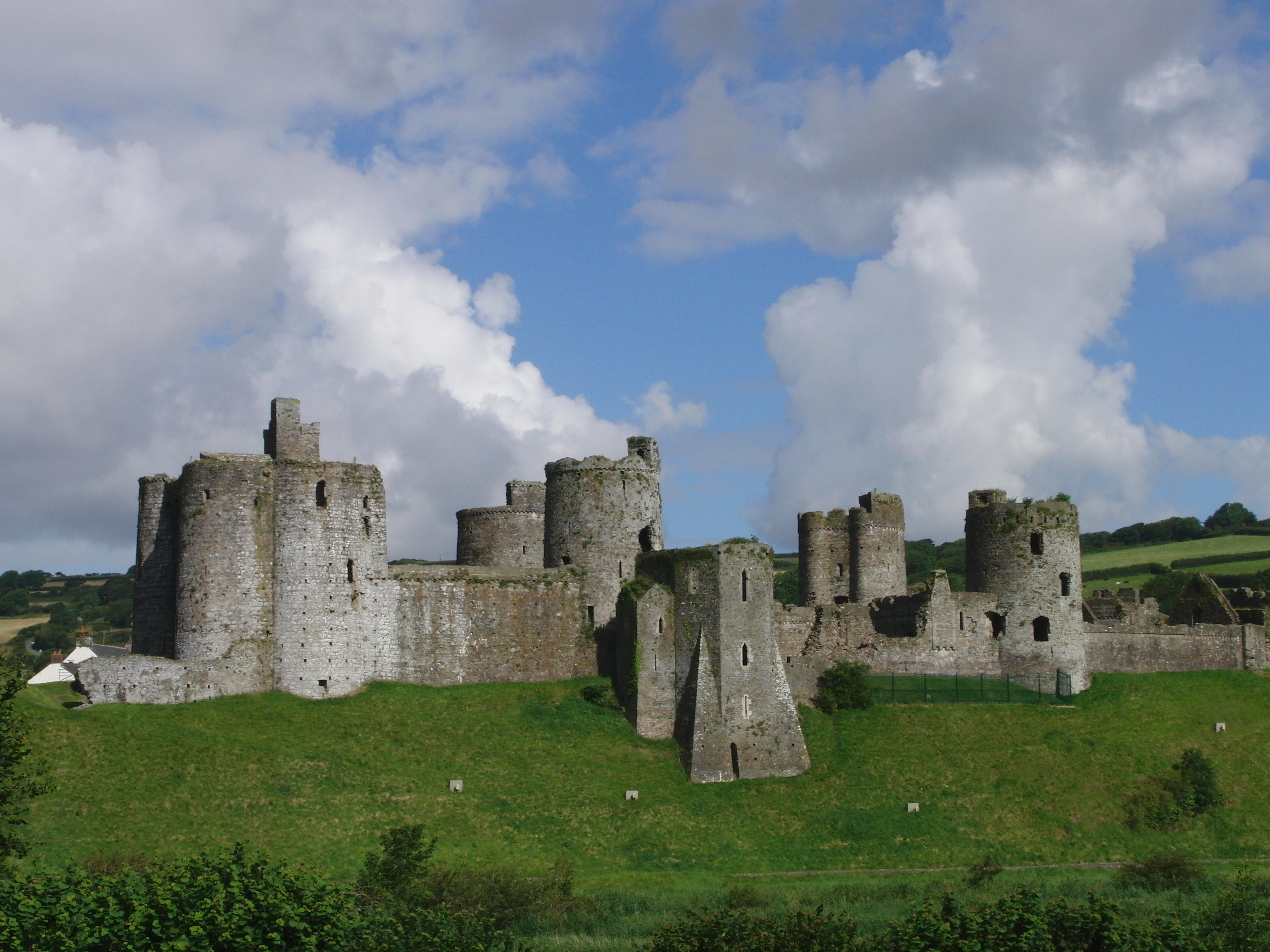
Kidwelly Castle

- Eine Schlacht zwischen William Marshal und Llywelyns Sohn Gruffydd ap Llywelyn Fawr bei Kidwelly Castle endet unentschieden.
- 8. Juli: Auf Vermittlung von Erzbischof Stephen Langton beginnen Verhandlungen zwischen den Streitparteien. Als diese am 10. Juli scheitern, exkommuniziert Langdon Llywelyn und belegt sein Reich mit dem Interdikt.

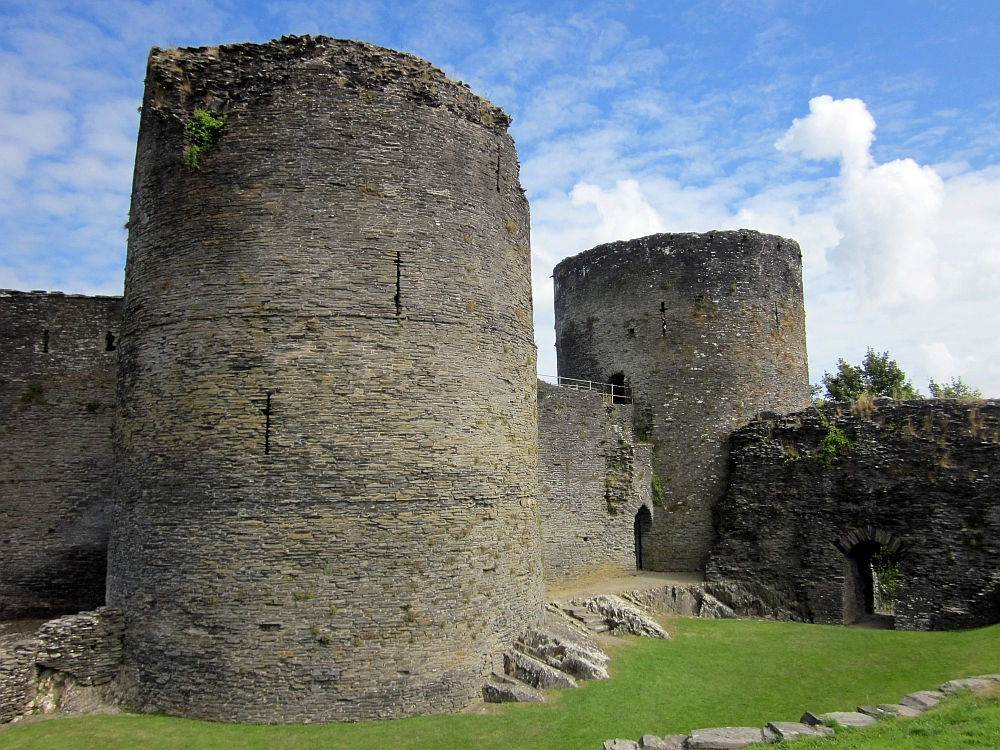
Cilgerran Castle

- Juli: William Marshal erobert Kidwelly Castle von Rhys Gryg und weitere Gebiete in Ceredigion, die er seinem Verbündeten Cynan ap Hywel übergibt. Er erobert außerdem Cilgerran Castle und baut es aus. Der englische Regent Hubert de Burgh plant in der Zwischenzeit einen Feldzug nach Powys, kehrt aber am 20. Juli nach England zurück, als er vom Tod des französischen Königs erfährt und hofft, verlorengegangene Gebiete in der Normandie wiedergewinnen zu können.
- August: Neuerliche Verhandlungen der Streitparteien verlaufen ergebnislos.
- Anfang September: Llywellyn ab Iorwerth beginnt mit der Belagerung von Builth Castle in Powys, das von Reginald de Braose verteidigt wird. Am 12. September kehrt Hubert de Burgh mit einem Feudalheer nach Wales zurück und entsetzt die Burg am 23. September.
- 7. Oktober: Llywelyn ab Iorwerth, Maelgwn ap Rhys und Rhys Gryg unterwerfen sich dem englischen König Heinrich III. und akzeptieren die von William Marshal und Cynan ap Hywel gemachten Eroberungen. Stephen Langton hebt die Exkommunikation Llywellyns auf.

#### Iberische Halbinsel
- 25. März: Nach dem Tode seines Vaters Alfons II. besteigt Sancho II. den portugiesischen Thron. Das Land befindet sich zu diesem Zeitpunkt mitten in einem Konflikt mit der katholischen Kirche, in die es die Politik Alfons II. geführt hat. Sein Vater ist exkommuniziert gestorben, über Portugal das Interdikt verhängt. Sancho arrangiert sich zunächst mit der Kirche, lässt den Erzbischof von Braga, den sein Vater des Landes verwiesen hat, wieder zurückkehren und zahlt ihm eine hohe Entschädigung.

#### Königreich Sizilien

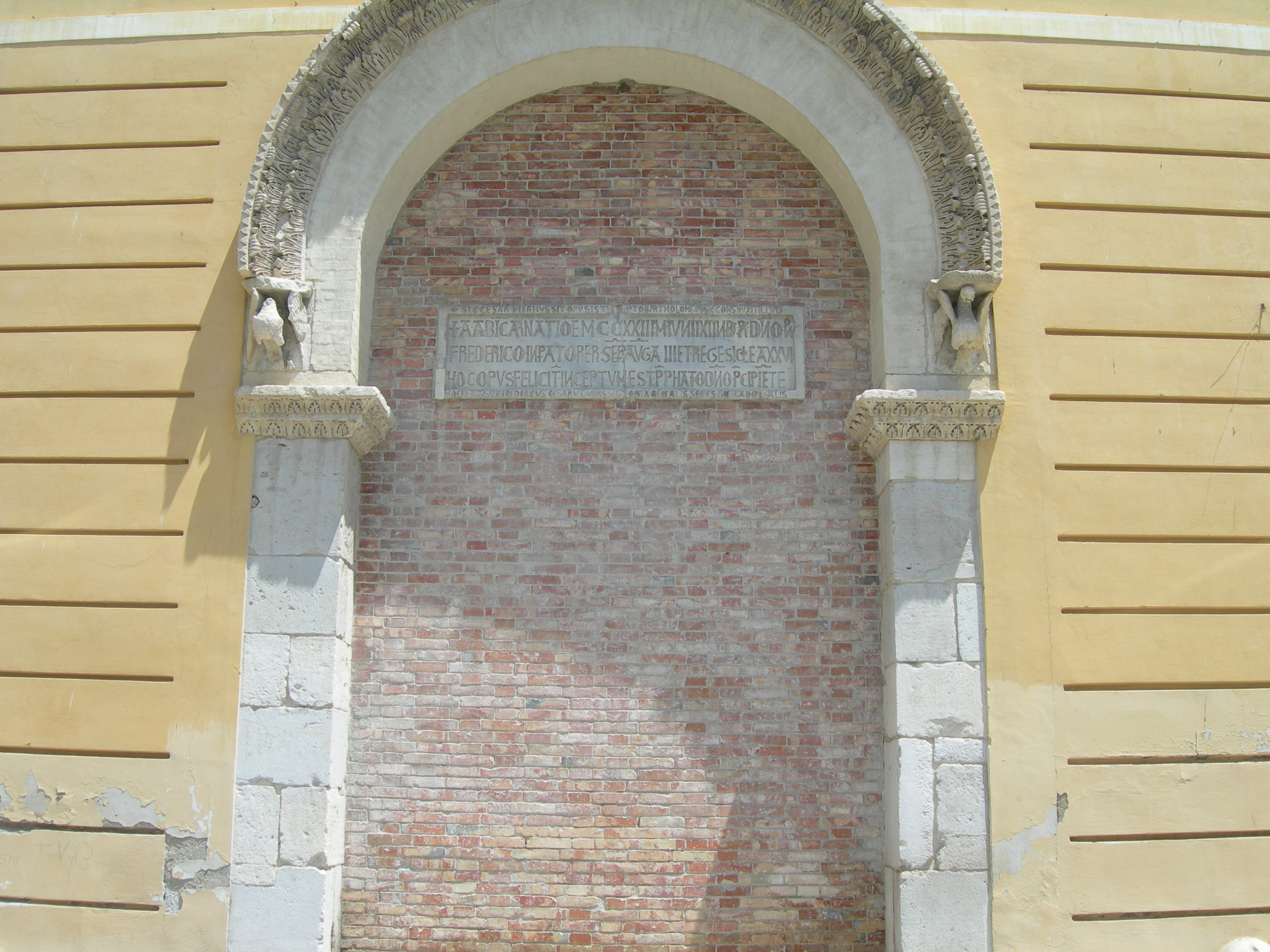
Der noch erhaltene Portalbogen mit der Inschrift über den Baubeginn von 1223

- König Friedrich II. beginnt mit der Errichtung eines Residenzschlosses in Foggia.

#### Mittel- und Nordeuropa
- 6. Mai: Graf Heinrich von Schwerin nimmt auf der Insel Lyø den dänischen König Waldemar II. gefangen und bricht damit die Vormachtstellung Dänemarks im Ostseeraum. Da die Grafschaft Schwerin besetzt ist, bringt er Waldemar vorläufig auf die Burg Dannenberg. Waldemars Neffe Albrecht II. von Orlamünde wird vom dänischen Adel als Reichsverweser eingesetzt.

#### Osteuropa/Kaukasus/Kleinasien
- 18. Januar: Giorgi IV. Lascha, König von Georgien, stirbt überraschend und hinterlässt nur einen unmündigen, unehelichen Sohn. Für ihn soll zunächst Giorgis Schwester Rusudan die Regentschaft führen, aber auf Grund der Minderjährigkeit Davids krönt der Hochadel Rusudan zur Königin. Bereits im ersten Jahr ihrer Regierung kommt es zum Krieg mit den Kiptschaken. Durch die Mongolen aus ihren Lebensräumen verdrängt, ziehen sie nach Georgien, wo sie von der Königin Siedlungsland fordern. Als dieses abgelehnt wird, drehen sie plündernd nach Gandscha ab und belagern die Stadt Qəbələ. Eine georgische Strafexpedition wird von ihnen überrascht und besiegt. Als die Kiptschaken noch die östlichen Grenzgebiete Georgiens verheeren und mit reicher Beute abziehen, verfolgen georgische Truppen die Feinde, besiegen sie und nehmen ihnen die Beute wieder ab.
- 31. Mai: Unter den Feldherren Subutai und Jebe führen die Mongolen einen ersten Angriff auf Europa: Die Schlacht an der Kalka endet mit einer bitteren Niederlage für die Rus. Nach ihrem Sieg stoßen die Mongolen jedoch nicht mehr weiter in die Territorien der altrussischen Fürstentümer vor, sondern ziehen über die Gebiete nördlich des Kaspischen Meeres und des Aralsees heimwärts.
- Zwischen dem Sultanat der Rum-Seldschuken und dem Kaiserreich Trapezunt unter Andronikos I. kommt es zu mehreren kleineren Gefechten.

#### Urkundliche Ersterwähnungen
- Die Orte Beromünster, Dornach, Messen, Therwil und Uebeschi werden erstmals urkundlich erwähnt.

### Religion
- 4. Januar: Germanos II. Nauplios wird Patriarch von Konstantinopel im Exil in Nikaia. Er folgt dem im Vorjahr verstorbenen Manuel I. Charitopoulos in diesem Amt nach.

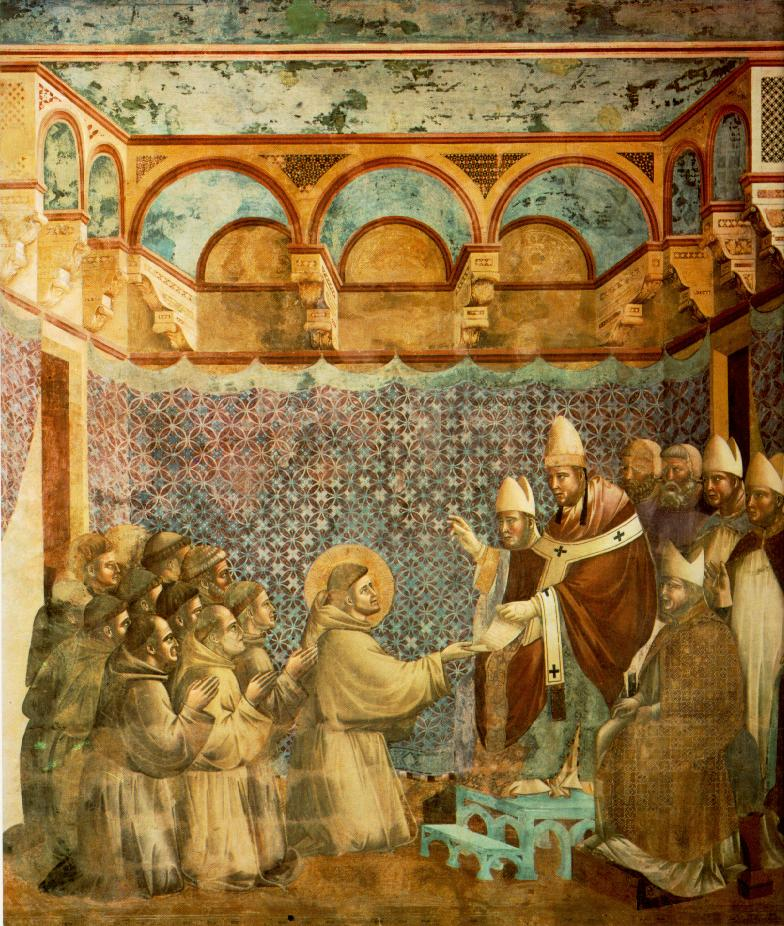
Aushändigung der regula bullata, Fresko Giottos in Assisi

- 29. November: Die Franziskaner werden durch Papst Honorius III. in der Bulle Solet annuere nach der zweiten Fassung der Ordensregeln durch Franz von Assisi akzeptiert.
- 25. Dezember: Franz von Assisi stellt in Greccio mit lebenden Tieren und Menschen das Weihnachtsgeschehen nach.
- um 1223: Albertus Magnus tritt in den Orden der Dominikaner ein.

## Geboren

### Genaues Geburtsdatum unbekannt
- Johannes Fasolus, Politiker und Rechtsgelehrter aus Pisa († 1286)
- John FitzAlan, englischer Adeliger († 1267)
- Gerhard, Graf von Durbuy und Herr von Roussy († um 1303)
- Ichijō Sanetsune, japanischer Regent († 1284)
- Geoffrey de Langley, Vogt des englischen Königs († 1274)
- Maud de Lacy, englische Adlige, Countess of Hertford und Countess of Gloucester († 1289)

### Geboren um 1223
- Baibars I., Mamluken-Sultan von Ägypten und Syrien († 1270)
- Hugh le Despenser, 1. Baron le Despenser, englischer Adeliger und Rebell, Chief Justiciar of England († 1265)
- Llywelyn ap Gruffydd, letzter unabhängiger Fürst von Wales († 1282)

## Gestorben

### Erstes Halbjahr
- 18. Januar: Giorgi IV. Lascha, König von Georgien (* 1193)
- 3. März: Wincenty Kadłubek, Bischof von Krakau und polnischer Chronist (* um 1150)
- 9. März: Heinrich II. von Veringen, Fürstbischof von Straßburg

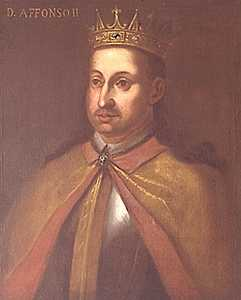
König Alfons II. von Portugal

- 25. März: Alfons II., König von Portugal (* 1185)
- 27. März: Raimund Roger, Graf von Foix und Gegner des Albigenserkreuzzuges
- 28. März: Bernhard III. von Oesede, Bischof von Paderborn
- März: Hartwig von Grögling-Dollnstein, Fürstbischof von Eichstätt
- 3. oder 4. Juli: Hugh of Beaulieu, Bischof von Carlisle

### Zweites Halbjahr
- 7. Juli: Muwaffaq ad-Dīn ibn Qudāma, hanbalitischer islamischer Gelehrter (* 1147)

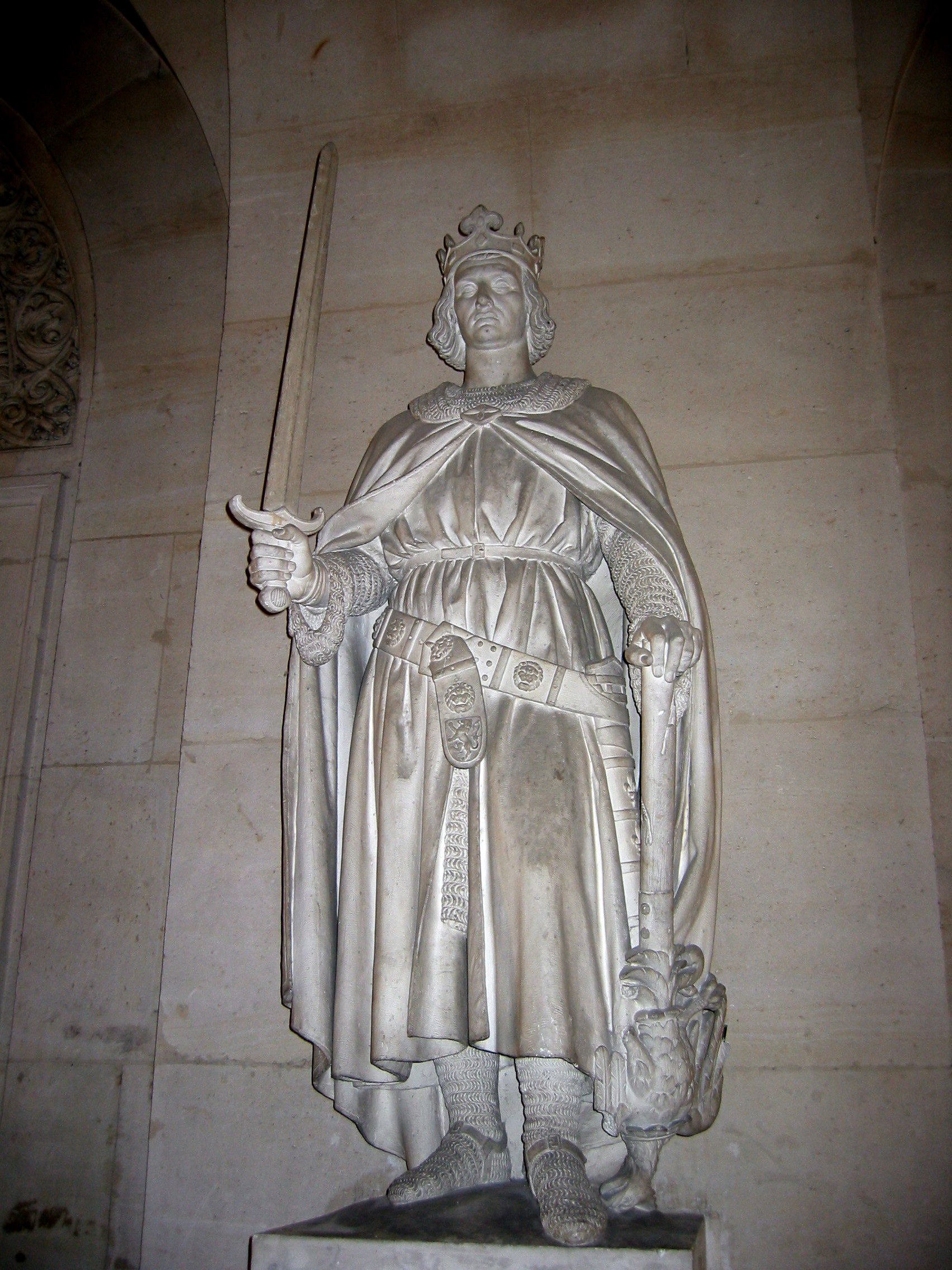
König Philipp II.

- 14. Juli: Philipp II. August, König von Frankreich (* 1165)
- 22. Juli: Otto, Abt von St. Blasien
- 19. August: William of Cornhill, Bischof von Coventry
- 9. September: Simon of Apulia, aus Italien stammender Bischof von Exeter
- 11. September: Heinrich der Ältere, Herr von Mödling (* 1158)
- 5. Dezember: Otto I. von Lobdeburg, Bischof von Würzburg

### Genaues Todesdatum unbekannt
- Gille Brigte, 3. Earl of Strathearn, schottischer Adeliger (* um 1150)
- Giraldus Cambrensis, cambro-normannischer Adeliger, Bischof von St. Davids (* 1146)
- Gottfried I. von Eppstein, deutscher Adliger (* um 1160/1165 oder 1169)
- Jebe, mongolischer General, Feldherr Dschingis Khans (* um 1180)
- Muqali, Feldherr unter Dschingis Khan (* um 1170)
- Mechthild I. von Wohldenberg, Äbtissin des Stifts Gandersheim
- Sancho, Markgraf der Provence, Graf von Cerdanya und Roussillon (* 1161)
- Unkei, japanischer Bildhauer (* um 1140)

### Gestorben um 1223
- Januar 1222/1223: Hervé IV., Herr von Donzy und Gien und de iure uxoris Graf von Nevers
- Rupert I., Graf zu Castell